# Heinrich IV. (Holstein)
Heinrich IV. von Holstein (* 1397; † 28. Mai 1427 vor der Duburg bei Flensburg) war von 1404 bis 1427 Graf von Holstein und Herzogprätendent von Schleswig. Er wurde jedoch nicht damit belehnt und blieb somit nur Pfandherr großer Teile des Herzogtums Schleswig.

## Leben
Heinrich stammte als Sohn des Gerhard VI. von Holstein und der Katharina Elisabeth von Braunschweig-Lüneburg († 1417/1422) aus der Holstein-Rendsburger Linie des Hauses Schauenburg. Sein Vater Gerhard VI. fiel am 4. August 1404 im Eroberungsfeldzug gegen Dithmarschen. Die Regentschaft für den siebenjährigen Heinrich übernahm seine Mutter, die Herzogin Elisabeth. Die Herrschaft übernahm sein Onkel Heinrich III.
Heinrich III. führte seit 1408 mit dem dänischen Königshaus unter Margarethe I. und Erik VII. einen Krieg um das Herzogtum Schleswig, auf das die Schauenburger einen Anspruch als Erblehen erhoben. Auch nachdem Heinrich IV. 1413 die Regentschaft seiner Mutter beendet hatte, lagen er und seine Brüder Adolf und Gerhard weiterhin mit dem dänischen König Erik VII. um das Herzogtum Schleswig in einem Erbfolgestreit. Durch Vermittlung der Hansestadt Lübeck kam es 1417 zwischen den Kriegsparteien zu einem Waffenstillstand, der 1423 wieder gebrochen wurde.
Auch König Sigismunds Ofener Schiedsspruch vom 28. Juni 1424 konnte die kriegerischen Auseinandersetzungen, die insgesamt dreißig Jahre dauerten, nicht beenden: Der spätere Kaiser hatte gegen Gerhards Erben entschieden und dem Herzogtum Schleswig den Status eines Erblehens abgesprochen. Gegen den königlichen Schiedsspruch legte Heinrich IV. erfolglos bei Papst Martin V. Widerspruch ein. 1426 besetzten dänische Truppen unter Erik VII. die Gebiete um Flensburg und Schleswig. In dieser Lage suchte Heinrich Unterstützung bei sächsischen Städten, den Friesen der Dreilande und sogar mit den Vitalienbrüdern. Schließlich verbündete er sich mit der Hanse.
Heinrich IV. fiel am 28. Mai 1427 im Dänisch-Hanseatischen Krieg während der Belagerung von Flensburg beim Erklimmen der Duburg.
Unter Heinrichs Herrschaft als Herzog von Schleswig traten am 17. Juni 1426 auf der Insel Föhr Vertreter nordfriesischer Harden zusammen, um in der Siebenhardenbeliebung friesisches Recht aufzuzeichnen.